# Сиватерій

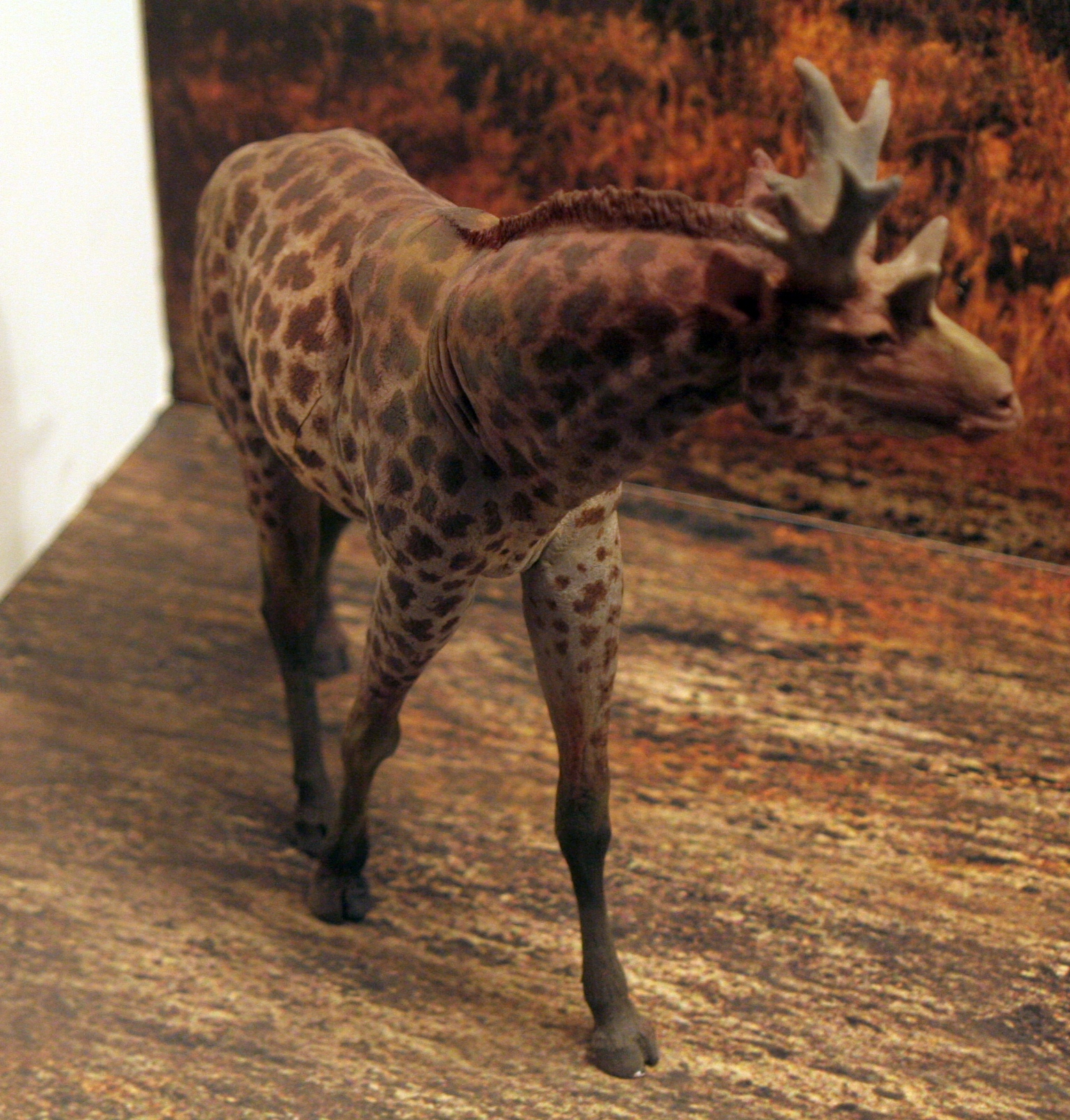
Сучасна «жирафова» реконструкція, Музей еволюції Польської академії наук

Сиватерій (Sivatherium) — викопний рід жирафових, що був поширений від Африки до Східної Азії (особливо у Індії). Африканський вид, Sivatherium maursium, іноді відносять до роду «Libyatherium».
Sivatherium дуже схожі на сучасних окапі, але значно більші, до 2,2 м заввишки. На голові вони мають дві пари ріжків: широкі та великі (вони розташовані вище) та маленькі (вони знаходяться над очима). М'язи плечового поясу та шиї у цих тварин досить міцні. Це пов'язано із необхідністю тримати важкий череп. Були поширені в пліоцені — пізньому плейстоцені.